# Oliver Vujović
Oliver Vujović ist ein Journalist.
Er ist Gründer der South East Europe Media Organisation (SEEMO) in Wien und deren Generalsekretär seit 2000. Von 1991 bis 1999 war er Balkan-Korrespondent der Tageszeitung Die Presse.
Im Jahr 1999 gründete er zusammen mit Christine von Kohl die Zeitschrift BALKAN Südosteuropäischer Dialog (später Balkan anders) und unterstützte die Gründung des Webportals Balkanpoint.org.
Jährlich vergibt Vujovic seit dem Jahr 2002 gemeinsam mit Erhard Busek den Dr. Erhard Busek SEEMO Award for Better Understanding in South East Europe.

## Publikationen
- (Hrsg.) Zeitschrift DeScripto, seit 2004
- Kosovo and Propaganda War, Wien 1999
- (Hrsg.) South East and Central Europe Media Handbook Jahrg. 2003–2016, Wien
- (Hrsg.) Media and Minorities in South East Europe, Wien 2006
- Oliver Vujovic, Sasa Lekovic (Hrsg.) Investigative Reporting in South East Europe. Wien – Belgrad – Sarajevo 2007